# Constantina Krämer
Constantina Krämer SSpS (* 3. März 1888 in Niedersalbach, Gemeinde Heusweiler, Saarland; † 6. Februar 1944 in der Bismarcksee) war eine deutsche Steyler Missionsschwester und Märtyrin.

## Leben
Maria Krämer wuchs als einzige Tochter neben 6 Brüdern eines Bergmanns auf. Ein Bruder wurde Steyler Missionar. Am 27. Mai 1905 trat sie in Steyl bei den Steyler Missionsschwestern ein und begann am 1909 das Noviziat unter dem Ordensnamen Constantina. Am 11. Juni 1911 legte sie ihre Zeitlichen Gelübde ab und reiste vom 7. August 1911 bis zum 5. Oktober mit anderen nach Alexishafen in die Papua-Neuguinea-Mission, wo sie am 13. Juli 1919 die Ewigen Gelübde ablegte. Von 1932 bis 1935 war sie Hausoberin in der Missionsstation Mugil (Madang Province), ab 1935 Regionalratsschwester. 
Nach der Besetzung Neuguineas durch die japanischen Invasionstruppen 1942 wurde sie zusammen mit Bischof Franziskus Wolf und zahlreichen Mitbrüdern und Missionsschwestern in einem Sammellager auf der Vulkaninsel Manam interniert, wo sie an Unterernährung litten und an Malaria erkrankten. Am 5. Februar gingen sie unter Protest auf das japanische Transportschiff Yorishime Maru, das am 6. Februar nachts von der amerikanischen Luftwaffe angegriffen wurde. Es starben 46 Menschen, darunter Constantina Krämer. Eine Gedenkstätte befindet sich in Alexishafen.

## Gedenken
Die Römisch-katholische Kirche in Deutschland hat Schwester Constantina Krämer als Märtyrin in das deutsche Martyrologium des 20. Jahrhunderts aufgenommen.